# Iphiklos (Sohn des Phylakos)
Iphiklos (altgriechisch Ἴφικλος Íphiklos) ist in der griechischen Mythologie ein Thessalier, Sohn von Phylakos von Phylake und der Klymene.
Seine Söhne waren Protesilaos und Podarkes. Als ein Bruder wird Klymenos genannt.
In der Ilias des Homer gilt er wie sein Vater als „rinderreich“, als Besitzer einer wertvollen Herde also. Von dieser Herde ist in späteren Quellen häufig die Rede. So berichtet Pausanias im 2. Jahrhundert von einer Höhle bei Pylos, in der Nestor die Herde untergebracht hatte, die inzwischen in seinen Besitz gelangt war.
Nach der Bibliotheke des Apollodor war Iphiklos unfruchtbar und dem Seher Melampus waren diese Rinder von Phylakos versprochen worden, wenn Melampus ein Heilmittel gegen die Unfruchtbarkeit des Sohnes fände. Melampus hatte dem Phylakos seine seherischen Fähigkeiten zuvor dadurch bewiesen, dass er vor dem Einsturz eines Hauses warnte, in dem sich Iphiklos aufhielt. Dass dieser bevorstand, hatte Melampus dem Gespräch zweier Holzwürmer entnommen. Nun opferte Melampus zwei Stiere. Als ein Geier kam, um von den Kadavern zu fressen, erzählte der ihm, dass vor langer Zeit Iphiklos, damals noch ein Kind, dabei gewesen sei, als Phylakos Widder kastrierte. Beim Anblick des großen, blutigen Messers in der Hand seines Vaters erschrak er und lief davon. Phylakos steckte das Messer in eine Eiche, die das Messer umschloss. Der Geier erzählte Melampus, dass der Prinz geheilt würde, wenn man das Messer aus dem Baum ziehen, den Rost davon abkratzen und diesen dem Prinzen mit Wasser zehn Tage lang zu trinken geben würde. Unter der Rinde des Baumes fand man das Messer wieder und befolgte die Anweisungen des Vogels. Iphiklos wurde geheilt und zeugte Podarkes.
Zu der merkwürdigen Vorgeschichte gibt es auch direktere Erzählungen. So soll Phylakos gerade beim Kastrieren gewesen sein, als er den jungen Iphiklos bei einer unzüchtigen Handlung ertappte. Zornig drohte er ihm mit dem Messer; in einer Variante soll er den Knaben gar an den Schamteilen verletzt haben. Iphiklos lief davon, und Phylakos stieß das blutige Messer in einen Birnbaum. Jahre später kam Melampus nach Phylake, um Rinder von Iphiklos zu kaufen. Als er von dessen Unfruchtbarkeit erfuhr, gab er den Rat, Iphiklos zehn Tage lang Wein trinken zu lassen, welcher mit dem Rost jenes Messers vermischt war. Die Kur verlief erfolgreich, und Melampus erhielt zum Dank die Rinder. In einer abweichenden Version soll Iphiklos seinerseits Böcke kastriert und damit den Zorn der Götter erregt haben.